# 고베 램프 박물관

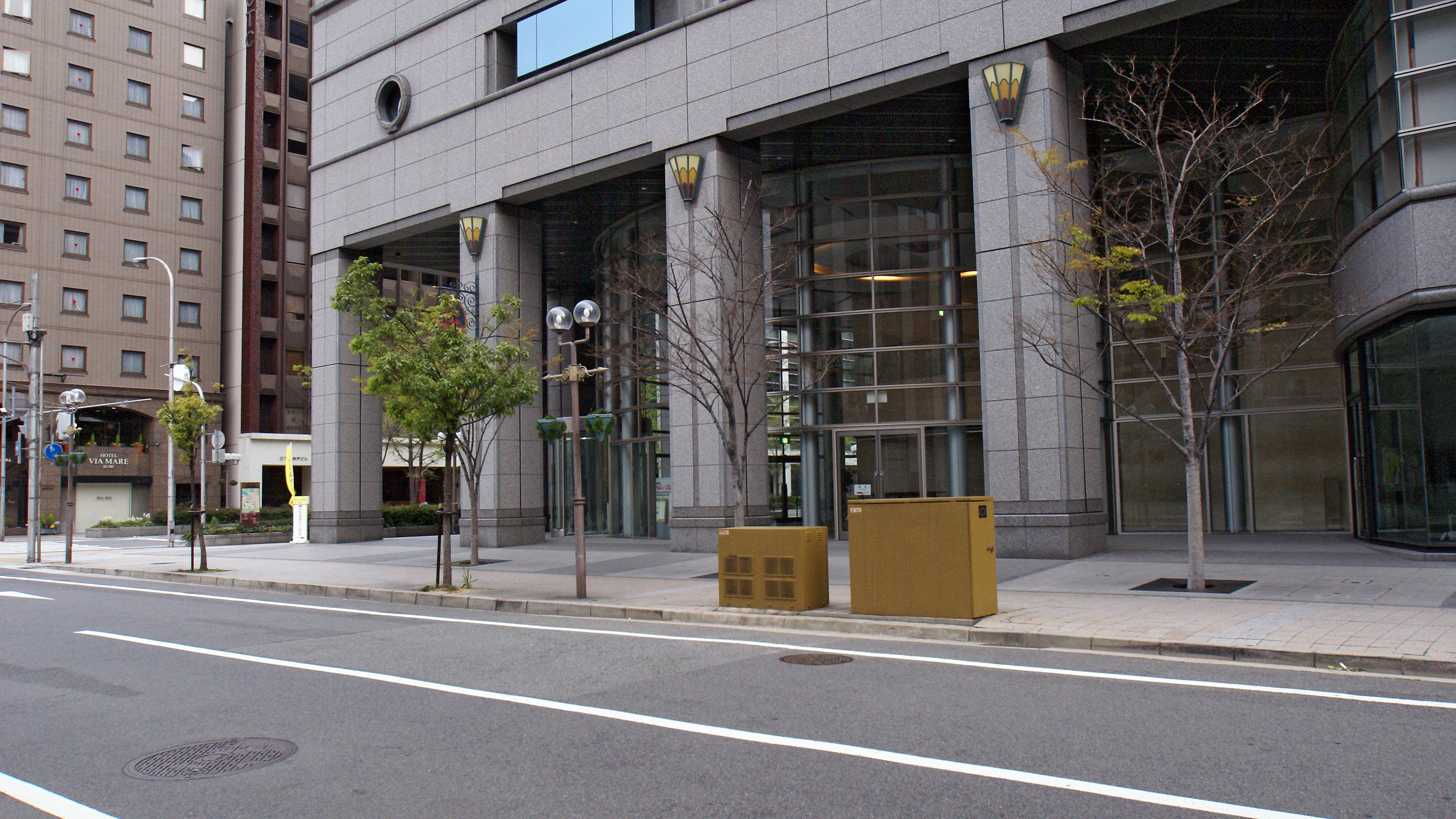
고베 램프 박물관

고베 램프 박물관(일본어: 神戸らんぷミュージアム)은 일본 효고현 고베시 주오구에 있던 박물관이다.

## 개요
1999년에 개관했다. 박물관 소장품은 기타노 램프 박물관(일본어: 北野らんぷ博物館)으로부터 물려받은 아카기 컬렉션(일본어: 赤木コレクション)을 기초로 하여 관내의 메인 스트리트 아카리의 뮤지엄 워크는 등화기의 귀중한 컬렉션을 통해 그 변천을 시대와 함께 전시했다. 간사이 전력의 경영 효율화의 일환으로 2013년 4월부터 휴관되었다.

## 시설
- 아카리의 뮤지엄 워크 (전시실 1 ~ 7)
- 기획 전시실
- 자료 전시실
- 뮤지엄 숍
- 박물관 카페